# Campionato di calcio della Repubblica Socialista Sovietica d'Estonia 1948
Il Campionato di calcio della Repubblica Socialista Sovietica d'Estonia 1948 era la massima divisione del campionato estone ed era un campionato regionale sovietico. La vittoria finale andò al BLTSK che vinse il primo titolo della sua storia.

## Formula
Era formato da otto squadre: ogni formazione si incontrava le altre in gironi di andata e ritorno, per un totale di 14 incontri. Erano previsti due punti per la vittoria e uno per il pareggio.

## Classifica finale
| Pos | Club             | G  | V | N | P  | GF | GS | Punti |
| --- | ---------------- | -- | - | - | -- | -- | -- | ----- |
| 1   | BLTSK            | 14 | 9 | 4 | 1  | 35 | 16 | 22    |
| 2   | Kalev Pärnu      | 14 | 9 | 2 | 3  | 23 | 15 | 20    |
| 3   | Kalev Tartu      | 14 | 7 | 5 | 2  | 33 | 16 | 19    |
| 4   | Dünamo Rakvere   | 14 | 4 | 5 | 5  | 24 | 22 | 13    |
| 5   | Esto Tallinn     | 14 | 5 | 3 | 6  | 22 | 28 | 13    |
| 6   | Dünamo Viljandi  | 14 | 4 | 3 | 7  | 30 | 28 | 11    |
| 7   | Dünamo Tallinn B | 14 | 4 | 3 | 7  | 14 | 24 | 11    |
| 8   | Kalev Tallinn B  | 14 | 1 | 1 | 12 | 11 | 43 | 3     |

G = Partite giocate; V = Vittorie; N = Nulle/Pareggi; P = Perse; GF = Goal fatti; GS = Goal subiti; DR = differenza reti; 